# Пость
Пость — река в России, протекает по территории городского округа Ухта в Республике Коми. Длина реки составляет 75 км.
Начинается в елово-берёзовом лесу на высоте около 250 метров над уровнем моря на северном склоне возвышенности Очпарма. От истока течёт на север через тайгу, затем поворачивает на северо-восток, между устьями Расвожа и Большой Силавож выгибаясь к северу. В среднем течении пересекает сосново-берёзовый лес. Сливаясь с рекой Вежавож на высоте 101,5 метра у избы Пость-Вежавож, образует реку Седъю.
Ширина реки в низовьях — 28 метров, глубина — 0,8 метра, дно песчаное. Около устья Большой Силавож — 15 и 0,8 соответственно. Скорость течения воды 0,4 м/с. Населённых пунктов на реке нет, только отдельные избы вдоль всего течения.

## Притоки
Объекты перечислены по порядку от устья к истоку.
- Сотчемъёль[3] (лв)
- Есъёль[3] (лв)
- 21 км: Есъю[3] (пр)
- 26 км: Большая Пожемесьёль[3] (лв)
- Малая Силавож[5] (пр)
- 37 км: Большая Силавож[5] (пр)
- Ниесъёль[5] (лв)
- 49 км: Ягвож[5] (лв)
- 57 км: Расвож[5] (пр)
- 59 км: река без названия (пр)

## Данные водного реестра
По данным государственного водного реестра России относится к Двинско-Печорскому бассейновому округу, водохозяйственный участок реки — Печора от впадения реки Уса до водомерного поста Усть-Цильма, речной подбассейн реки — Печора ниже впадения Усы. Речной бассейн реки — Печора.
Код объекта в государственном водном реестре — 03050300112103000076035.